# Finlands riddarhus

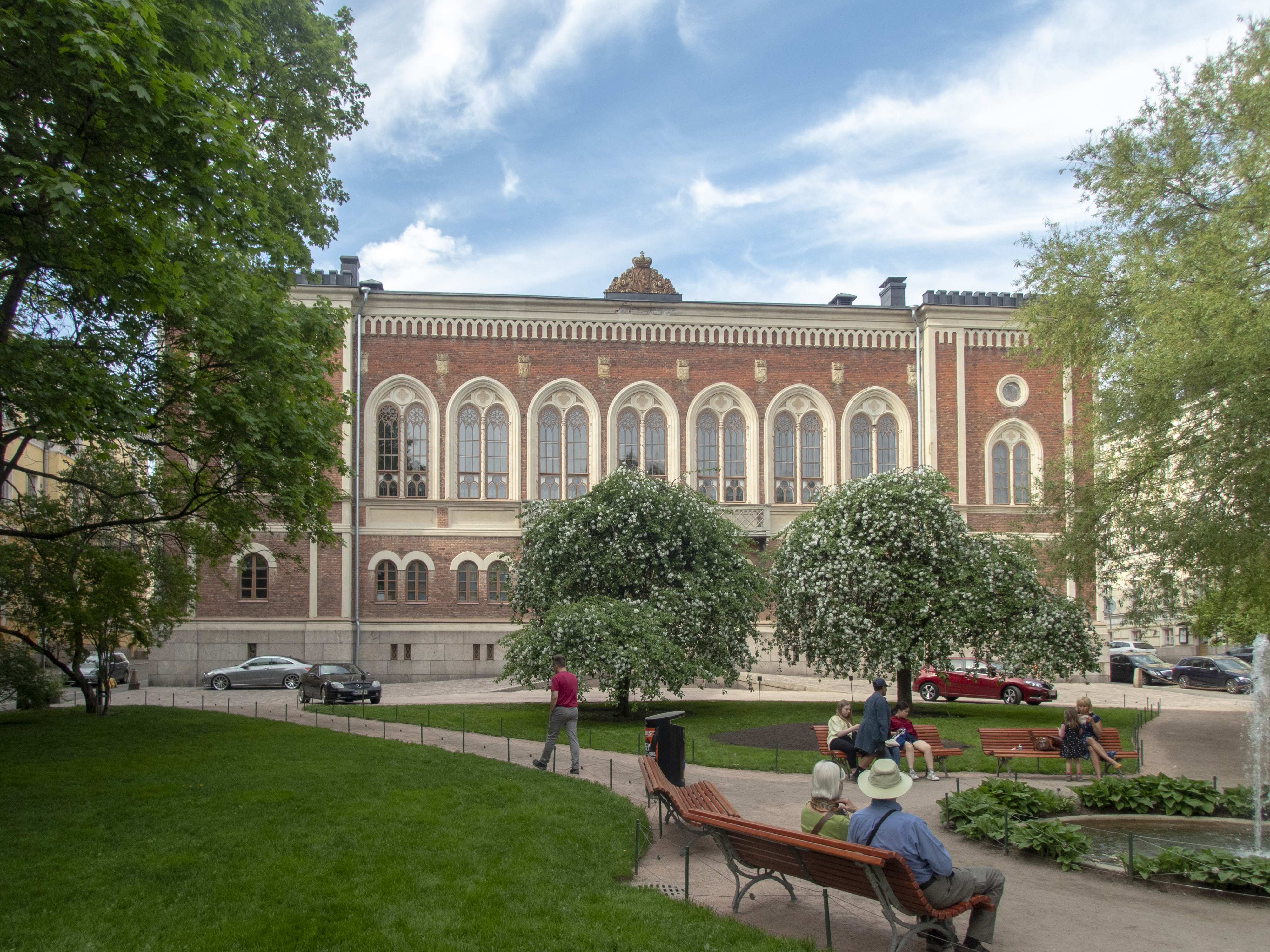
Riddarhuspalatset

Finlands riddarhus (finska Suomen ritarihuone) avser antingen den finländska adelns samlingslokal eller ridderskapet och adeln som korporation, det vill säga Finlands adel. Riddarhuspalatset, som stod färdigt i Helsingfors 1862, ritades av arkitekten Georg Theodor Chiewitz.

## Riddarhuset och den finska adelns ställning idag
De privilegier ridderskapet och adeln åtnjöt reglerades i Ridderskapets och adelns privilegier (SFS nr: 1723:1016) från 1723, vilket innebar att under den ryska tiden till en början gällde samma regler för den finska som den svenska adeln (riddarhusordningen ändrades 1869). Sedan 1920 har alla ekonomiska privilegier försvunnit i och med övergången till inkomst- och förmögenhetsbeskattning. Samtliga privilegier upphävdes formellt först 1995 i samband med en grundlagsreform, men privilegierna hade de facto redan länge ansetts vara en död bokstav i lagen.
Riddarhusets verksamhet idag grundar sig på riddarhusordningen av 1918, som stadfästes av Finlands riksföreståndare P.E. Svinhufvud. I enlighet med denna lag sammanträder adeln till adelsmöte vart tredje år. Däremellan handhas löpande ärenden av Riddarhusdirektionen, bestående av sju ordinarie medlemmar och fem suppleanter. Riddarhussekreteraren verkar som sekreterare både vid adelsmötet och i direktionen.
Skötseln av själva riddarhusbyggnaden, och vården av de historiskt värdefulla samlingar som finns i huset, är en viktig uppgift för Riddarhuset idag. I Riddarhusarkivet förvaras bl.a. en stor samling sköldebrev med vapenritningar i färg, de äldsta från 1500-talet. En förnämlig sigillsamling samt många fina medaljer ingår också i samlingarna.
Riddarhuskansliet, med bibliotek och arkiv för forskare, är öppet vardagar klockan 10–14. Där tjänstgör förutom en genealog också en amanuens och en kanslist som står till tjänst vid förfrågningar som rör olika verksamheter inom Riddarhuset.
Riddarhuset har personuppgifter över alla finländska adelsmän från medeltiden och framåt. Riddarhusgenealogen ansvarar för att dessa genealogier fortlöpande kompletteras, samt leder Riddarhusets övriga forsknings- och publikationsverksamhet.
Någon institution som helt motsvarar Riddarhuset i Finland finns enbart i Sverige.
Sedan 1996 är Finlands riddarhus medlem av CILANE.

## Publikationer
- Aminoff-Winberg, Johanna (2017). Ättartavlor för de på Finlands Riddarhus inskrivna ätterna: Första delen, A–D. Helsingfors: Finlands Riddarhus. ISBN 978-952-68717-1-4
- Aminoff-Winberg, Johanna (2018). Ättartavlor för de på Finlands Riddarhus inskrivna ätterna: Andra delen, E–H. Helsingfors: Finlands Riddarhus. ISBN 978-952-68717-2-1

## Bildgalleri

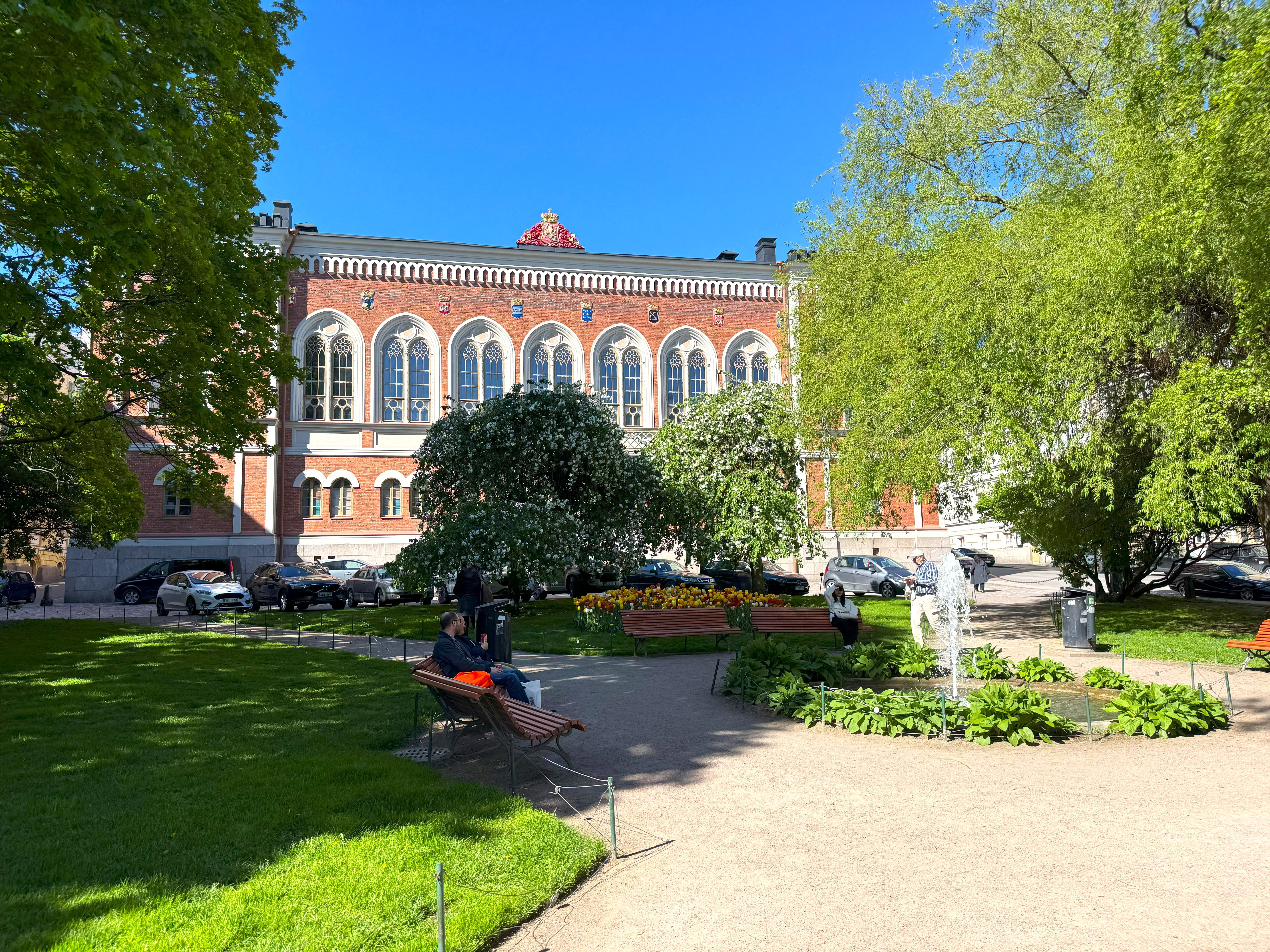
Finlands riddarhus
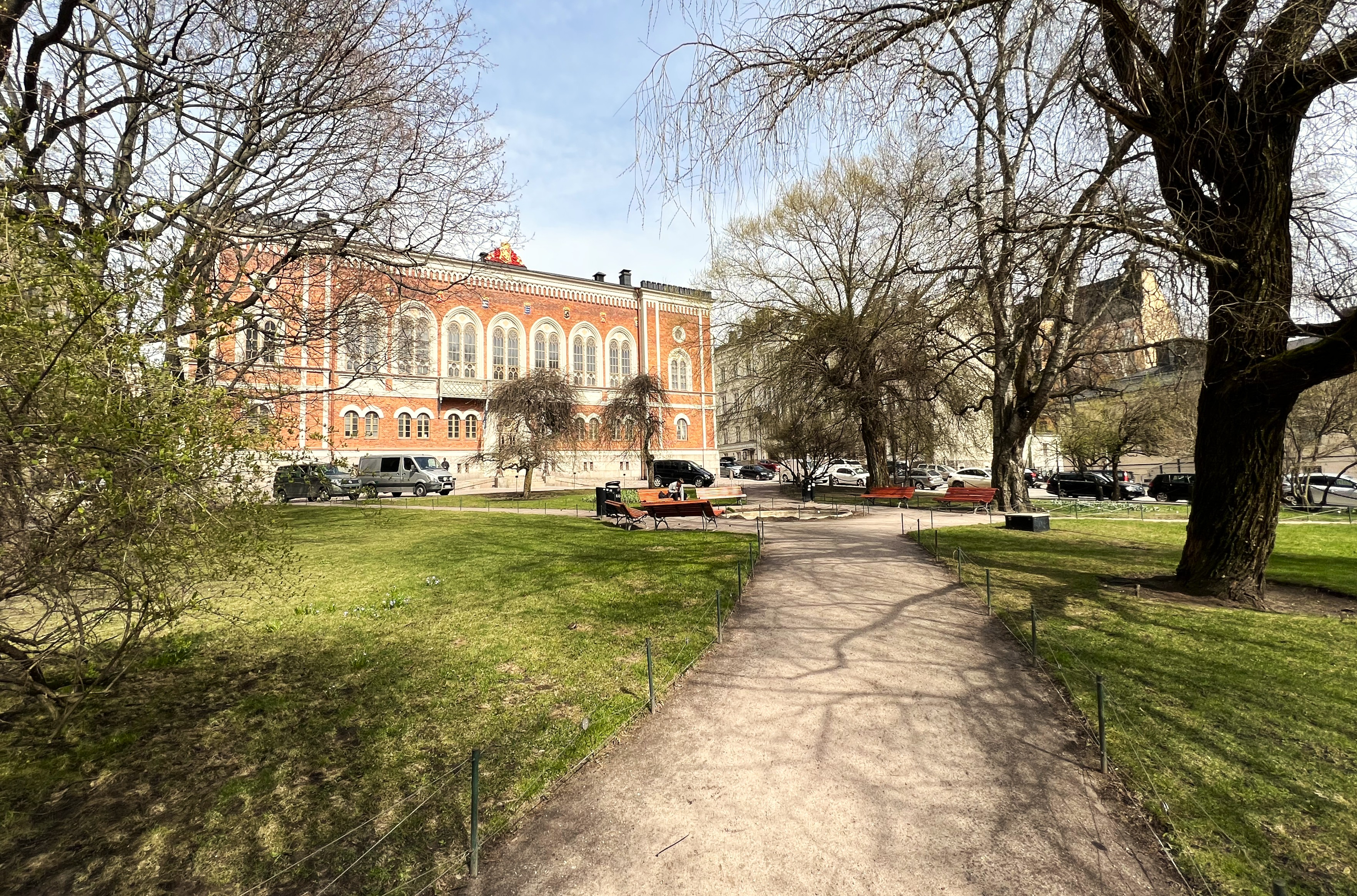
Riddarhusparken sedd från korsningen Riddaregatan-Alexandersgatan
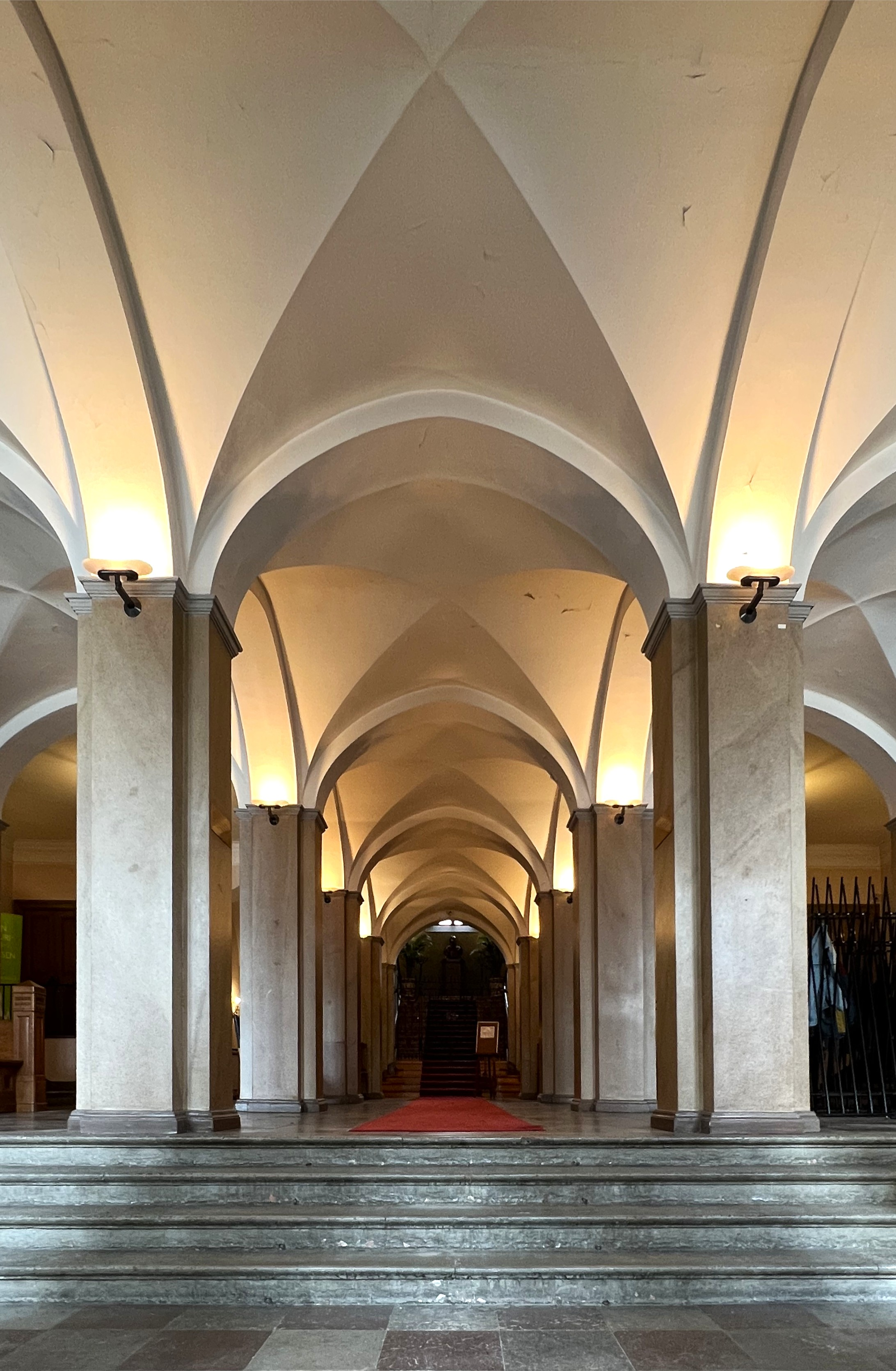
Entréplan
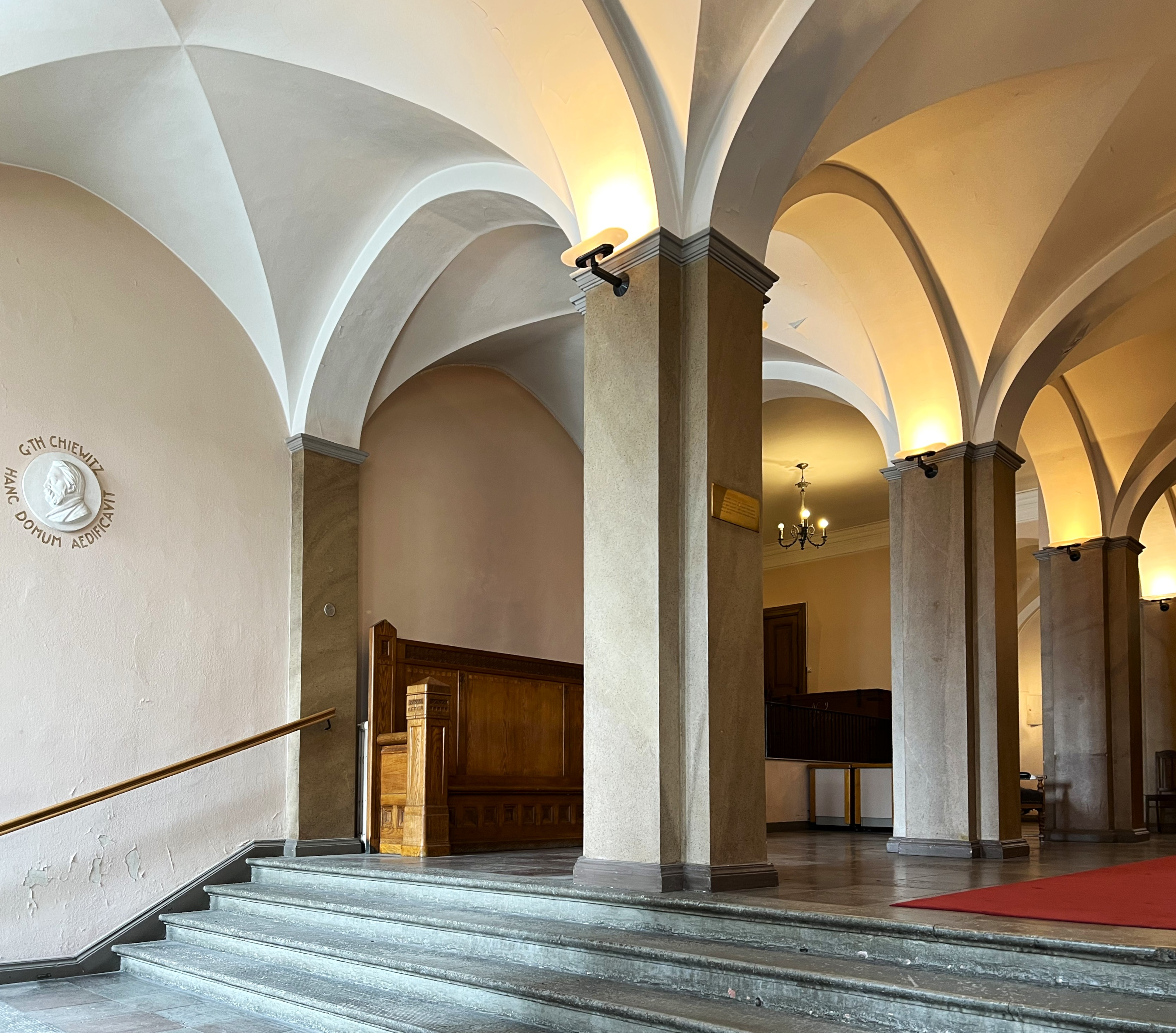
Entréplan
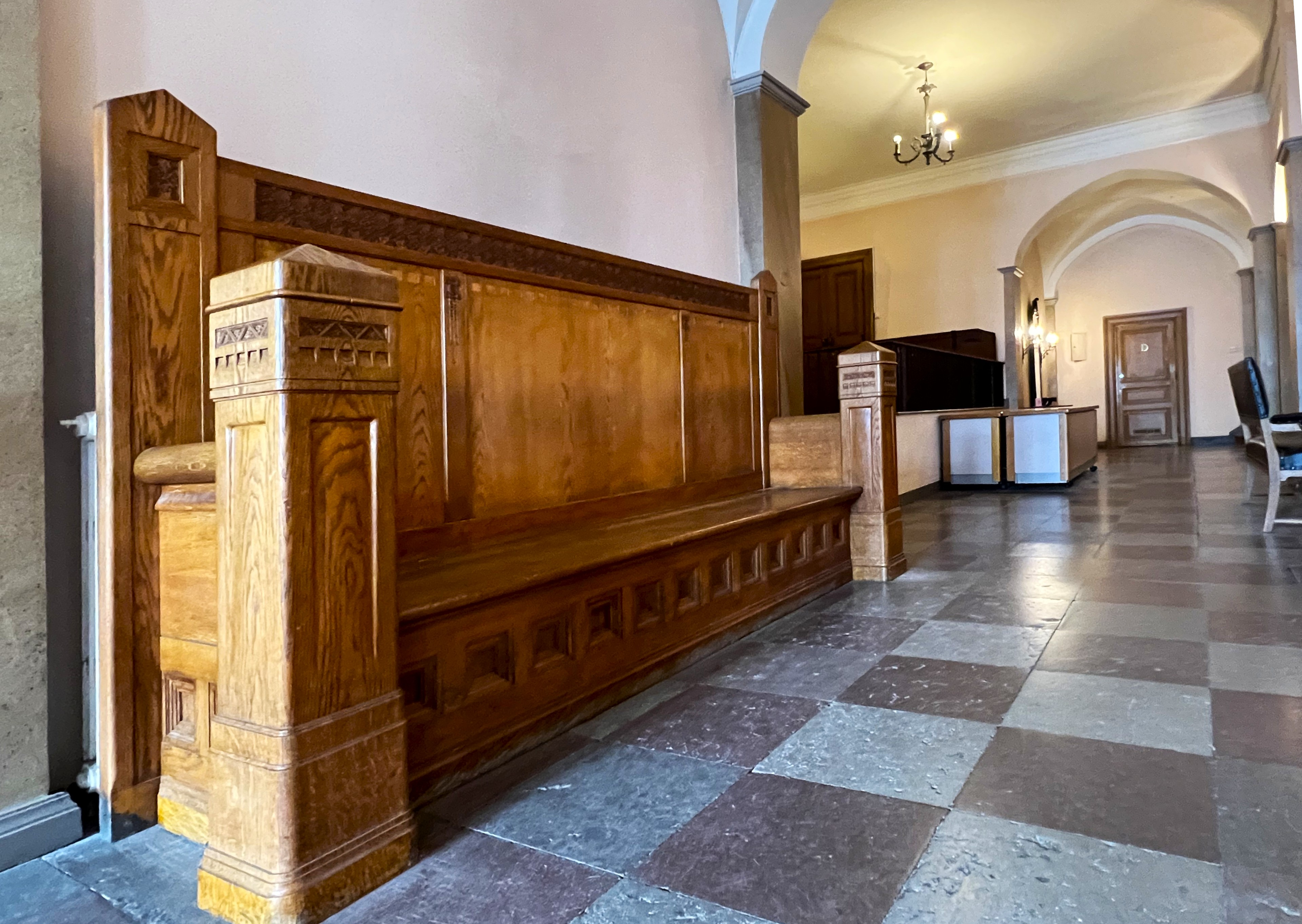
Bevarad originalinredning
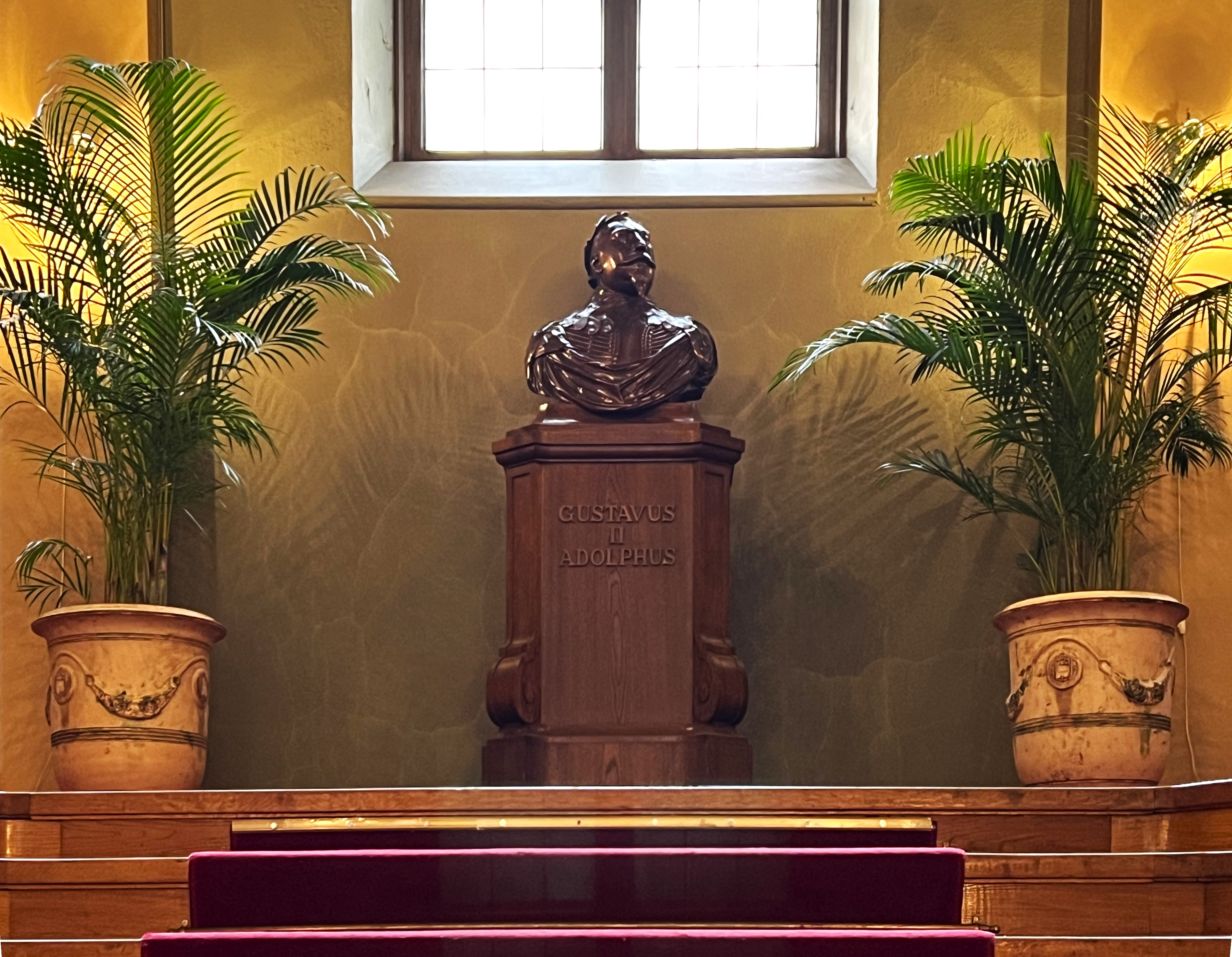
Byst av Gustav II Adolf i trappan